# Refúgio de Leschaux
O refúgio de Leschaux é um refúgio de montanha situado a 2 431 m na vertente francesa do maciço do Monte Branco acima do Glaciar de Leschaux, na localidade de  Les Houches
É o ponto de partida para várias ascensões como a do Monte Branco, Grandes Jorasses - 4.208 m, Aiguille de Leschaux - 3 759 m, Aiguille de Talèfre - 3 730 m, Petites Jorasses - 3 658 m, Aiguille du Tacul - 3 438 m, etc.